# Eric Edwards (attore pornografico)
Eric Edwards, pseudonimo di Robert Everett (Michigan, 30 novembre 1945), è un ex attore pornografico statunitense, anche conosciuto con gli pseudonimi Eric Cowards, Erik Edwards, Rob Emmett, Rob Everett, Rob Evert ed Eric Roberts.

## Riconoscimenti
- 1983 CAFA Best Actor per Sexcapades[1]
- 1984 XRCO Best Actor per Great Sexpectations[1]
- 1984 XRCO Male Performer of the Year[2]
- 1985 AVN Best Actor – Film per X Factor[3]
- 1985 CAFA Best Actor per Corporate Assets[1]
- 1986 AVN Best Actor – Video per Dangerous Stuff[3]
- 1986 AVN Award for Best Couples Sex Scene (film) per Vergini corpi frementi (Ten Little Maidens)
- 1986 AVN Award for Best Couples Sex Scene (video)  – Video per Slumber Party[3]
- 1986 XRCO Best Supporting Actor per Lust on the Orient Express[1]
- 1989 XRCO Best Supporting Actor per Bodies in Heat 2[1]
- 1990 AVN Award for Best Couples Sex Scene (film) per Firestorm 3[3]
- 1991 AVN Best Actor - Video per The Last X-rated Movie[3]
- AVN Hall of Fame[4]
- Hustler Walk of Fame[5]
- Legends of Erotica[6]
- XRCO Hall of Fame[7]

## Filmografia

### Attore
- Dogarama (1969)
- Fuck the Girl Scout (1970)
- Sex for Sale (1971)
- Peeverted (1971)
- Felines (1972)
- Blue Summer (1973)
- Dance of Love (1973)
- Exotic French Fantasies (1973)
- Fringe Benefits (1973)
- Lovelace Meets Miss Jones (1973)
- Organ Juice (1973)
- Referral Service (1973)
- Sweet Sixteen (1973)
- Virgin and the Lover (1973)
- Whatever Happened to Miss September (1973)
- Abigail Lesley Is Back in Town (1974)
- Angel on Fire (1974)
- Butterflies (1974)
- Come Fly With Us (1974)
- Confessions of a Young American Housewife (1974)
- Maxine's Dating Service (1974)
- Memories Within Miss Aggie (1974)
- Mrs. Barrington (1974)
- Revolving Teens (1974)
- Slip Up (1974)
- Sorceress (1974)
- Sweet Wet Lips (1974)
- Switch (1974)
- Thrilling Drilling (1974)
- Touch of Genie (1974)
- I pomeriggi privati di Pamela Mann (Private Afternoons of Pamela Mann), regia di Radley Metzger (1974)
- Butterfly erotica (Butterflies), regia di Joseph W. Sarno (1975)
- La cugina del prete (The Fireworks Woman), regia di Wes Craven (1975)
- Anger in Jenny (1975)
- Anyone But My Husband (1975)
- Badge 69 (1975)
- Bite (1975)
- Chambermaids (1975)
- Christy (1975)
- Farewell Scarlet (1975)
- Highway Hookers (1975)
- Honey Cup (1975)
- Hot Oven (1975)
- Hotel Hooker (1975)
- In Sarah's Eyes (1975)
- Miss Kinsey's Report (1975)
- Misty (1975)
- Mount of Venus (1975)
- Not Just Another Woman (1975)
- Sexual Freedom In The Ozarks (1975)
- Sophie Says No (1975)
- SOS (1975)
- Special Order (1975)
- Summer of Laura (1975)
- Taking Of Christina (1975)
- Teenage Step-mother (1975)
- They're All Sluts (1975)
- British Hookers Holiday (1976)
- Dear Pam (1976)
- Divine Obsession (1976)
- Ecstasy in Blue (1976)
- Guess Who's Coming (1976)
- Hot Nurses (1976)
- Hot Wives (1976)
- Jailbait (1976)
- Love in Strange Places (1976)
- Midnight Desires (1976)
- My Erotic Fantasies (1976)
- Night After Night (1976)
- Sweet sweet freedom (1976)
- Safari Club (1976)
- Souperman (1976)
- Sweet Punkin I Love You (1976)
- Teenage Twins (1976)
- Virgin Snow (1976)
- Water Power, regia di Shaun Costello (1976)
- Come Softly (1977)
- A Coming of Angels, regia di Joel Scott (1977)
- Invasion of the Love Drones (1977)
- Joy (1977)
- Love Couch (1977)
- Molly (1977)
- Practice Makes Perfect (1977)
- Punk Rock (1977)
- Taste of Bette (1977)
- Two Timer (1977)
- Bottoms Up Series 1 (1978)
- Bottoms Up Series 3 (1978)
- Giochi maliziosi (Debbie Does Dallas), regia di Jim Clark (1978)
- Dirty Lily (1978)
- Doogan's Woman (1978)
- French Classmates (1978)
- Hollywood Goes Hard (1978)
- Intimate Desires (1978)
- Lady on the Couch (1978)
- Brivido erotico (Maraschino Cherry), regia di Radley Metzger (1978)
- MisBehavin' (1978)
- People (1978)
- Pussycat Ranch (1978)
- Take Off (...e ora spogliati) (Take Off), regia di Armand Weston (1978)
- Angie Undercover Cop (1979)
- Babylon Pink (1979)
- Blonde in Black Silk (1979)
- French Kiss (1979)
- Go On Your Own Way (1979)
- Jack and Jill 1 (1979)
- Love You (1979)
- More Than Sisters (1979)
- New York City Woman (1979)
- Pleasure Palace (1979)
- Satin Suite (1979)
- Secrets of a Willing Wife (1979)
- Summertime Blue (1979)
- That's Erotic (1979)
- That's Porno (1979)
- Tigresses and Other Man-Eaters (1979)
- Treasure Box (1979)
- Afternoon Delights (1980)
- American Pie (1980)
- Bella (1980)
- Best of Porno (1980)
- Blonde Ambition (1980)
- Blue Ecstasy (1980)
- Budding of Brie (1980)
- Confessions of Seka (1980)
- Dracula Exotica (1980)
- Fascination (1980)
- Honey Throat (1980)
- Limited Edition 1 (1980)
- Limited Edition 11 (1980)
- October Silk (1980)
- Platinum Paradise (1980)
- Princess Seka (1980)
- Randy the Electric Lady (1980)
- Robin's Nest (1980)
- Seka's Fantasies (1980)
- Suze's Centerfolds 4 (1980)
- Sweet Throat (1980)
- Tinseltown (1980)
- Urban Cowgirls (1980)
- Young Wild and Wonderful (1980)
- Arcadia Lake's Fantasies (1981)
- Between the Sheets (1981)
- Charli (1981)
- Extremes (1981)
- Girls Girls Girls 2 (1981)
- Gold Or Bust (1981)
- Indecent Exposure (1981)
- Little Orphan Dusty 2 (1981)
- Love-In Arrangement (1981)
- Milky Way (1981)
- Neon Nights (1981)
- Street Girls of New York (1981)
- Sui marciapiedi di New York (Amanda by Night), regia di Gary Graver (1981)
- Suze's Centerfolds 5 (1981)
- Wet Shots (1981)
- World of Henry Paris (1981)
- Center Spread Girls (1982)
- Diamond Collection 39 (1982)
- Doing It (1982)
- Little Girls Lost (1982)
- Mistress 1 (1982)
- Peep Shows 3 (1982)
- Satisfactions (1982)
- Taboo 2 (1982)
- That's my Daughter (1982)
- Tina Russell Classics (1982)
- Titillation (1982)
- What Happened In Bunny's Ofice (1982)
- Wild Dallas Honey (1982)
- Alexandra (1983)
- Babylon Gold (1983)
- Back Door Girls (1983)
- Bodies in Heat 1 (1983)
- Body Girls (1983)
- Bubble Gum (1983)
- California Valley Girls (1983)
- Candy's Bedtime Story (1983)
- Caught from Behind 2 (1983)
- Centerfold Celebrities 2 (1983)
- Erotic Fantasies 5 (1983)
- Erotic World of Sylvia Benedict (1983)
- Fantasy Follies 1 (1983)
- Flight Sensations (1983)
- Frat House Frolics (1983)
- Golden Girls Film 154 (1983)
- Her Wicked Ways (1983)
- Hot Buns (1983)
- Hustler Video Magazine 1 (1983)
- Intimate Realities 2 (1983)
- Little Girls Blue 2 (1983)
- Maximum 4 (1983)
- Night Hunger (1983)
- Party Stripper (1983)
- Peeping Tom (1983)
- Playing with Fire (1983)
- Private Moments (1983)
- Private Teacher (1983)
- San Fernando Valley Girls (1983)
- Sensuous Delights (1983)
- Sexcapades (1983)
- Smoker (1983)
- Stacey's Hot Rod (1983)
- Summer Camp Girls (1983)
- Super Sex (1983)
- Suze's Centerfolds 7 (1983)
- Sweet Young Foxes (1983)
- Whose Fantasy is This Anyway (1983)
- Working It Out (1983)
- Young Like It Hot (1983)
- All The Way In (1984)
- Bedtime Video 3 (1984)
- Bizarre Thunder (1984)
- Blue Ribbon Blue (1984)
- Bunnie's Office Fantasies (1984)
- Casino of Lust (1984)
- China and Silk (1984)
- Collection 7 (1984)
- Critic's Choice 2 (1984)
- Eighth Erotic Film Festifal (1984)
- Erotic World of Candy Shields (1984)
- Fantasy Follies 2 (1984)
- Firestorm (1984)
- Flesh Dance Fever (1984)
- Forbidden Fantasies (1984)
- Forbidden Fruit (1984)
- Getting Lucky (1984)
- Great Sexpectations (1984)
- I Wanna Be Teased (1984)
- Indecent Pleasures (1984)
- Lingerie (1984)
- Loose Times at Ridley High (1984)
- Lust in the Fast Lane (1984)
- Maid in Manhattan (1984)
- Mating Season (1984)
- Night Magic (1984)
- Open For Business (1984)
- Photoflesh (1984)
- Pleasure Hunt (1984)
- Pleasure Productions 2 (1984)
- Pleasures of Innocence (1984)
- Porn Star of the Year Contest (1984)
- Rebecca's (1984)
- Scenes They Wouldn't Let Me Shoot (1984)
- Secrets (1984)
- Seduction of Lana Shore (1984)
- Sex on the Set (1984)
- Sex Play (1984)
- Sex Waves (1984)
- Shauna Grant Superstar (1984)
- Slumber Party, regia di Hal Freeman (1984)
- Spitfire (1984)
- Stand By Your Woman (1984)
- Sulka's Daughter (1984)
- Sunny Side Up (1984)
- Swedish Erotica 52 (1984)
- Throat 12 Years After (1984)
- Too Naughty to Say No (1984)
- Unnatural Act 1 (1984)
- Untamed Desires (1984)
- Unthinkable (1984)
- Urges in Young Girls (1984)
- Viva Vanessa (1984)
- Woman Who Loved Men (1984)
- X-factor (1984)
- Adult 45 1 (1985)
- Another Roll in the Hay (1985)
- C-hunt (1985)
- Coming of Angels 2 (1985)
- Confessions of a Nymph (1985)
- Corporate Assets (1985)
- Cumshot Revue 2 (1985)
- Dames (1985)
- Dangerous Stuff (1985)
- Erotic World of Cody Nicole (1985)
- Erotic World of Renee Summers (1985)
- Fantasies Unltd. (1985)
- First Annual XRCO Adult Film Awards (1985)
- Flesh And Ecstasy (1985)
- Free and Foxy (1985)
- Gentlemen Prefer Ginger (1985)
- Golden Girls 29 (1985)
- Gourmet Premier 907 (1985)
- Gourmet Premiere Quickies 903 (1985)
- Gourmet Quickies 25 (1985)
- Harlequin Affair (1985)
- Having It All (1985)
- Head (1985)
- Jawbreakers (1985)
- Jean Genie (1985)
- Joys of Erotica 113 (1985)
- Jubilee Of Eroticism (1985)
- Ladies In Lace (1985)
- Like a Virgin 1 (1985)
- Losing Control (1985)
- Love Bites (1985)
- Love Scene (1985)
- Passage To Ecstasy (1985)
- Portrait of Lust (1985)
- Rock Hard (1985)
- Sailing Into Ecstasy (1985)
- Secrets of Seka (1985)
- Sensuous Tales (1985)
- Shape-Up For Sensational Sex (1985)
- Sinfully Yours (1985)
- Slip Into Silk (1985)
- Star Is Porn (1985)
- Strange Bedfellows (1985)
- Super Seka (1985)
- Tail House Rock (1985)
- Vergini corpi frementi (Ten Little Maidens), regia di John Seeman (1985)
- Tickled Pink (1985)
- Trick Or Treat (1985)
- Vanessa's Hot Nights (1985)
- Wet Dreams (1985)
- Another Kind Of Love (1986)
- Backdoor to Hollywood 1 (1986)
- Behind the Brown Door (1986)
- Best Of Collector's Video (1986)
- Best of Diamond Collection 5 (1986)
- Bizarre Encounters (1986)
- Climax (1986)
- Crazy with the Heat 1 (1986)
- Crocodile Blondee 1 (1986)
- Deeper Harder Faster (1986)
- Diamond Collection 75 (1986)
- Diamond Collection 77 (1986)
- Dirty Dreams (1986)
- Doll Face (1986)
- Double Standards (1986)
- Erotic Penetration (1986)
- Erotic Starlets 7: Josephine Carrington (1986)
- Famous Ta Ta's (1986)
- Getting Ready (1986)
- Girls on F Street (1986)
- Goddess of Love (1986)
- Honeymoon Harlots (1986)
- Hot Shorts: Sylvia Benedict (1986)
- Hyapatia Lee's Wild Wild West (1986)
- In All the Right Places (1986)
- Innocent Taboo (1986)
- Little American Maid (1986)
- Lust At Sea (1986)
- Lust on the Orient Express (1986)
- Miami Spice 1 (1986)
- Mouth Watering (1986)
- Rears (1986)
- Rising Star (1986)
- Sex Game (1986)
- Sex Life of a Porn Star (1986)
- Sexaholics (1986)
- Showgirls (1986)
- Splashing (1986)
- Thy Neighbor's Wife (1986)
- Tracy Takes Paris (1986)
- Turkish Delight (1986)
- Ultimate Lover (1986)
- Voyeur's Delight (1986)
- Wild Orgies (1986)
- With Love From Ginger (1986)
- Amanda by Night 2 (1987)
- Backdoor Bonanza 4 (1987)
- Behind Blue Eyes (1987)
- Best of Caught from Behind 1 (1987)
- Best of Erica Boyer (1987)
- Black 'n White In Color (1987)
- Black on White (1987)
- Blow-off (1987)
- Caught By Surprise (1987)
- Deep Inside Tracey (1987)
- Diamond Collection Double X 4 (1987)
- Firestorm 2 (1987)
- Furburgers (1987)
- Girls in Blue (1987)
- Holiday For Angels (1987)
- Legends of Porn 1 (1987)
- Lifestyles of the Blonde and Dirty (1987)
- Little Miss Innocence (1987)
- Love Scenes for Loving Couples (1987)
- Motel Sweets (1987)
- Oral Mania (1987)
- Oral Mania 2 (1987)
- Other Side of Pleasure (1987)
- Playing for Passion (1987)
- Rio Heat (1987)
- Scandals: Crystal Breeze (1987)
- Slightly Used (1987)
- Slip Into Ginger And Amber (1987)
- Spanish Fly (1987)
- Tales from the Chateau (1987)
- To Lust In LA (1987)
- Yiddish Erotica 1 (1987)
- Amber Lynn Non-stop (1988)
- Asses to Asses Lust to Lust (1988)
- Backdoor Bonanza 10 (1988)
- Backdoor Lust (1988)
- Blue Vanities 30 (1988)
- Blue Vanities 57 (1988)
- Blue Vanities 62 (1988)
- Chicks In Black Leather (1988)
- Cumshot Revue 3 (1988)
- Diamond Collection Double X 16 (1988)
- Erotic Starlets 26: Sade (1988)
- Ginger Lynn the Movie (1988)
- Hot Blondes (II) (1988)
- Innocent Seduction (1988)
- Insatiable (1988)
- Luv Game (1988)
- Only the Best of Men's and Women's Fantasies (1988)
- Oral Ecstasy 3 (1988)
- Oral Ecstasy 4 (1988)
- Party Girls (1988)
- Screaming Rage (1988)
- Shauna Grant: The Early Years (1988)
- Showstoppers (1988)
- Stephanie's Outrageous (1988)
- Taste of Tracey Adams (1988)
- Triple Dare (1988)
- 4F Dating Service (1989)
- America's Most Wanted Girl (1989)
- Backdoor Bandits (1989)
- Bodies in Heat 2 (1989)
- Fire in the Hole (1989)
- Firestorm 3 (1989)
- For Her Pleasure Only (1989)
- Frat Brats (1989)
- Fucking Hitchhikers (1989)
- In the Flesh (1989)
- Legends of Porn 2 (1989)
- Lust College (1989)
- Masterpiece (1989)
- Mystery of the Golden Lotus (1989)
- Only the Best from Europe (1989)
- Oriental Action 3 (1989)
- Sheer Haven (1989)
- Talk Dirty to Me 7 (1989)
- Twentieth Century Fox (1989)
- Wacky World of X-rated Bloopers (1989)
- XTV 1 (1989)
- Big Melons 31 (1990)
- Big Melons 32 (1990)
- Body Music 2 (1990)
- Boobs Butts and Bloopers 1 (1990)
- Confessions Of A Chauffeur (1990)
- Erotic Explosions 4 (1990)
- Grandma Does Dallas (1990)
- Heat of the Moment (1990)
- Lady In Blue (1990)
- Last X-rated Movie 1 (1990)
- Life in the Fat Lane 1 (1990)
- Performance (1990)
- Please Me (1990)
- Red On The Noodle Like A Swance On A Poodle (1990)
- Road Girls (1990)
- Sexual Relations (1990)
- Sweet Angel Ass (1990)
- Taste of Hyapatia (1990)
- Taste of Janey Robbins (1990)
- Taste of Taija Rae (1990)
- Tit Tales 1 (1990)
- Wet Paint (1990)
- Hocus Poke-us (1991)
- Last X-rated Movie 2 (1991)
- Last X-rated Movie 3 (1991)
- Last X-rated Movie 4 (1991)
- Life in the Fat Lane 2 (1991)
- Making Tracks (1991)
- Mirage 1 (1991)
- Twin Peeks (1991)
- X-factor 2 (1991)
- X-Rated Bloopers 2 (1991)
- Bedrooms And Boardrooms (1992)
- From Japan With Love (1992)
- Mirage 2 (1992)
- Only the Best of the 80's (1992)
- PopPorn (1992)
- Pussy Called Wanda (1992)
- Red Room and Other Places (1992)
- True Legends of Adult Cinema: The Erotic 80's (1992)
- Fetish Fever (1993)
- Ona Zee's Sex Academy 1 (1993)
- True Legends of Adult Cinema: The Unsung Superstars (1993)
- Debbie Does Dallas 20th Anniversary Edition (new) (1994)
- Breast Files 3 (1995)
- Horny Hiker (1995)
- Mile High Thrills (1995)
- Nothing Sacred (1995)
- Private Desires (1995)
- Virgins (1995)
- Wedding Night Blues (1995)
- 2 Wongs Make A White (1996)
- Airotica (1996)
- Legend 6 (1996)
- Night of the Living Bed (1996)
- Right Up Her Alley (1996)
- Shadows Of Lust (1996)
- Sorority Sluts 1 (1996)
- Star Girl (1996)
- Talk Dirty to Me 10 (1996)
- Wild Wild Chest 2 (1996)
- Deep Inside Dirty Debutantes 12 (1997)
- Deep Inside Dirty Debutantes 14 (1997)
- First Whores Club (1997)
- From Asia With Love (1997)
- International Dirty Debutantes Revue 1 (1997)
- X-factor 3 (1997)
- Bridget the Midget: A Short Story (1999)
- Hogtied Hooters (1999)
- House of Whacks (1999)
- Pregnant Bondage 2 (1999)
- Pregnant Bondage 3 (1999)
- Summer And Skye's Bondage Party 2 (1999)
- Tubby Ties (1999)
- Big Tit Bondage (2000)
- Forced To Lactate 5 (2000)
- Hanky Panky In China Town (2000)
- Kinky Underground (2000)
- Pregnant Bondage 4 (2000)
- Tubby Ties 2 (2000)
- Virgin Bondage 2 (2000)
- Virgin Bondage 3 (2000)
- Virgin Bondage 4 (2000)
- Virgin Bondage 5 (2000)
- Big Tit Bondage 3 (2001)
- Big Tit Bondage 4 (2001)
- Coming In America (2001)
- Forced To Lactate 8 (2001)
- Slope On A Rope 2 (2001)
- Snow White And The Three Dwarfs (2001)
- Zipper Girls (2001)
- Big Tit Bondage 5 (2002)
- Big Tit Bondage 7 (2002)
- Big Tit Bondage 8 (2002)
- Screaming Orgasms (2002)
- Swedish Erotica 4Hr 16 (2003)
- Swedish Erotica 4Hr 7 (2003)
- Andrea True Collection (2004)
- Golden Age of Porn: Hyapatia Lee (2004)
- Leslie Bovee Collection (2004)
- Slaves In Bondage (2004)
- Strokin' to the Oldies: Seka (2004)
- Tawny Pearl Collection (2004)
- John Holmes Sexual Rage (2005)
- Kandi Barbour Collection (2005)
- Kay Parker Collection 2 (2005)
- Ozark Sex Fiend (2005)
- Kay Parker Collection 3 (2006)
- Keisha Collection (2006)
- Kitten Natividad Collection (2006)
- Vanessa Del Rio: Latina Goddess (2006)
- Cara Lott's Deep Throat Aerobics (2007)
- Classic Bitches In Heat 2 (2007)
- Classic Porn of the 80s 2 (2007)
- Dorothy Lemay Taboo Teaser (2007)
- Mona Page Collection (2007)
- Swedish Erotica 104 (2007)
- Swedish Erotica 73 (new) (2007)
- Swedish Erotica 81 (new) (2007)
- Swedish Erotica 84 (new) (2007)
- Swedish Erotica 89 (2007)
- Swedish Erotica 91 (2007)
- Swedish Erotica 93 (2007)
- Swedish Erotica 97 (2007)
- Young Twins (2007)
- Battle of the Superstars: Lisa De Leeuw vs. Sharon Mitchell (2009)
- Battle of the Superstars: Veronica Hart vs. Rhonda Jo Petty (2009)
- Vintage Erotica 1 (2009)
- Bound Up Sluts in Distress (2010)

### Regista
- Porn Star of the Year Contest (1984)
- Orifice Party (1985)
- Sailing Into Ecstasy (1985)
- In All the Right Places (1986)
- Body Games (1987)
- Memoirs of a Chamber Maid (1987)
- Motel Sweets (1987)
- Soft Warm Rain (1987)
- Back To Class 2 (1988)
- In a Crystal Fantasy (1988)
- Dutch Masters (1989)
- In the Flesh (1989)
- Undercover Angel (1989)
- Backpackers (1990)
- Bun For The Money (1990)
- Read My Lips (1990)
- Sweet Angel Ass (1990)
- Wise Ass (1990)
- Beaver Ridge (1991)
- Hocus Poke-us (1991)
- Hot Line (1991)
- Making It (1991)
- Mirage 1 (1991)
- Bed And Breakfast (1992)
- Dripping with Desire (1992)
- Mirage 2 (1992)
- Pussy Called Wanda (1992)
- Sexual Instinct (1992)
- Sittin' Pretty 2 (1992)
- Talk Dirty to Me 9 (1992)
- Unfaithful Entry (1992)
- Up For Grabs (1992)
- Visualizer (1992)
- Midnight Madness (1993)
- Pussy Called Wanda 2 (1993)
- Slip of the Tongue (1993)
- Legend of Barbi-Q and Little Fawn (1994)
- Molly B. Goode (1994)
- Sexual Instinct 2 (1994)
- Spread The Wealth (1994)
- Blonde in Blue Flannel (1995)
- Horny Hiker (1995)
- Last Tango in Paradise (1995)
- Private Desires (1995)
- Tigress (1995)
- Virgins (1995)
- Wedding Night Blues (1995)
- Airotica (1996)
- City Lickers (1996)
- In the Line of Desire (1996)
- Indecent Exposures (1996)
- Right Up Her Alley (1996)
- Star Girl (1996)
- Vagabonds (1996)
- Pure Romance (1997)
- X-factor 3 (1997)
- Family Ties That Bind (1998)
- Jersey Maids (1998)
- Nightmare Noir (1998)
- Bridget the Midget: A Short Story (1999)
- Extreme Fetish 1 (1999)
- Caught from Behind 33 (2000)
- Girls Who Puke (2000)
- Hanky Panky In China Town (2000)
- Snow White And The Three Dwarfs (2001)
- Ready To Drop 40 (2002)
- Emerald Straps It On 5 (2003)
- Muscle Bound (2003)